# 8096 Emilezola
A 8096 Emilezola (ideiglenes jelöléssel 1993 OW3) a Naprendszer kisbolygóövében található aszteroida. Eric Walter Elst fedezte fel 1993. július 20-án.
Nevét Émile Zola (1840–1902) francia író után kapta.